# 標貝鎮區
標貝鎮為緬甸曼德勒省央米丁縣的鎮區。2014年人口260,293人，區域面積1,645.7平方公里。該鎮下分101個市鎮及村莊。標貝為該鎮之首府。